# 韓々坂駅

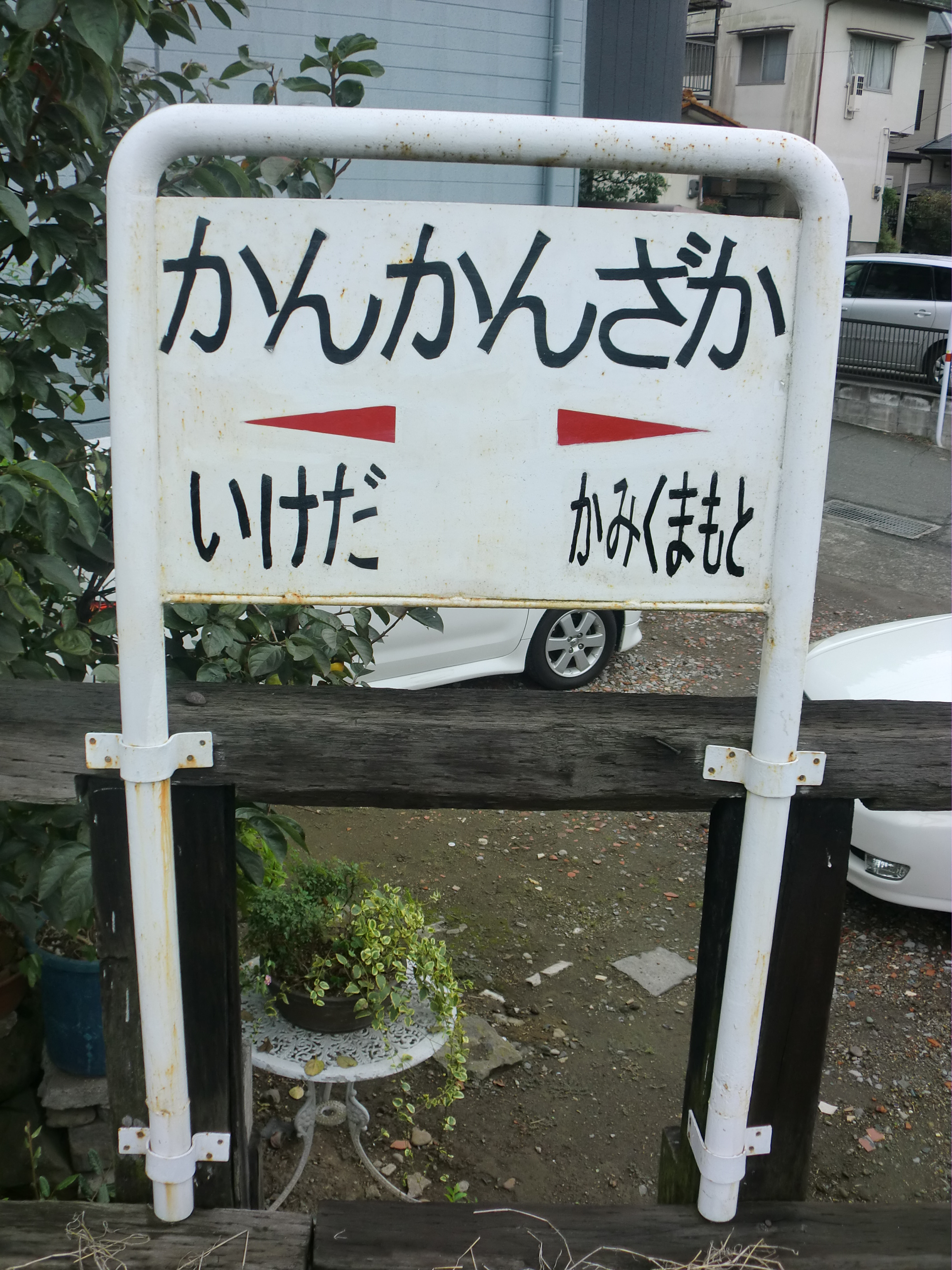
旧駅名標

韓々坂駅（かんかんざかえき）は、熊本県熊本市西区上熊本三丁目にある熊本電気鉄道菊池線の駅。駅番号はKD02。

## 歴史
- 1955年（昭和30年）12月1日：駅開業。
- 2015年（平成27年）4月1日：交通系ICカード「熊本地域振興ICカード（くまモンのIC CARD）」に対応[1]。
- 2019年（令和元年）10月1日：駅ナンバリング導入[2]。

## 駅構造
単式ホーム1面1線を持つ地上駅。
無人駅で駅舎はなく、屋根の雨除けがあるのみ。
ホームの長さが1両分しかない上、駅の両側に踏切があるため、北熊本行きの列車は停車中に踏切を遮ってしまう。
ICカード読み取り機（入場機のみ）はホームに設置。

## 利用状況
| 年度   | 1日平均 乗車人員 | 1日平均 乗降人員 |
| ------ | ---------------- | ---------------- |
| 2011年 |                  | 240              |
| 2012年 |                  | 239              |
| 2013年 |                  | 260              |
| 2014年 | 127              | 257              |
| 2015年 |                  | 382              |
| 2016年 |                  | 451              |
| 2017年 |                  | 224              |
| 2018年 |                  | 184              |

## 駅周辺
- 熊本都市バス上熊本営業所（旧・熊本市営バス上熊本営業所）
- 熊本市立池田小学校
- メガセンタートライアル上熊本店（金剛熊本工場跡地[6]）
- 熊本少年鑑別所
- 上熊本郵便局
- 崇城大学
- 文徳高等学校
- 崇城大学前駅 - JR鹿児島本線の駅。徒歩約13分。

## 利用可能なバス路線
上熊本営業所バス停
- 熊本都市バス

上熊本三丁目バス停
- 熊本都市バス
- 産交バス

県営団地入口バス停
- 産交バス

## 隣の駅
熊本電気鉄道
■菊池線
上熊本駅（KD01） - 韓々坂駅（KD02） - 池田駅（KD03）